# Daan Vekemans
Daan Vekemans (Leuven, 22 februari 2000) is een Belgische voetballer. Hij is een aanvaller en speelt anno 2024 voor KVC Houtvenne in de Tweede afdeling, het vierde niveau in België. 

## Carrière
Daan Vekemans sloot zich in 2007 aan bij de jeugdopleiding van Oud-Heverlee Leuven. Tien jaar later, in maart 2017, tekende hij zijn eerste profcontract bij de Leuvense club. In het seizoen 2017/18 maakte hij onder coach Nigel Pearson zijn debuut in het eerste elftal. Hij mocht in de laatste twee wedstrijden van de Proximus League telkens invallen. In de daaropvolgende play-off II kreeg hij eveneens speelkansen.
In januari 2019 werd hij voor een half jaar uitgeleend aan SC Eendracht Aalst. Hier speelde hij negen matchen en vond tweemaal het doel.
Tijdens het seizoen 2020/21 kreeg hij onder Marc Brys verschillende kansen in Eerste klasse A. Door zijn prestaties werd zijn contract verlengd tot 2022. Hij stapte in 2022 gratis over naar Lierse Kempenzonen.

## Familie
Hij is de broer van atlete Elien Vekemans.

## Statistieken
| Seizoen | Club                | Land            | Competitie (niveau)          | Competitie | Competitie | Beker | Beker | Andere | Andere | Totaal | Totaal |
| Seizoen | Club                | Land            | Competitie (niveau)          | Wed.       | Dlp.       | Wed.  | Dlp.  | Wed.   | Dlp.   | Wed.   | Dlp.   |
| ------- | ------------------- | --------------- | ---------------------------- | ---------- | ---------- | ----- | ----- | ------ | ------ | ------ | ------ |
| 2017/18 | Oud-Heverlee Leuven | Vlag van België | Eerste Klasse B (II)         | 9          | 0          | 0     | 0     | 0      | 0      | 9      | 0      |
| 2018/19 | Oud-Heverlee Leuven | Vlag van België | Eerste Klasse B (II)         | 1          | 0          | 0     | 0     | 0      | 0      | 1      | 0      |
| 2018/19 | → Eendracht Aalst   | Vlag van België | Eerste Klasse Amateurs (III) | 9          | 2          | 0     | 0     | 0      | 0      | 9      | 2      |
| 2019/20 | Oud-Heverlee Leuven | Vlag van België | Eerste Klasse B (II)         | 0          | 0          | 0     | 0     | 0      | 0      | 0      | 0      |
| 2020/21 | Oud-Heverlee Leuven | Vlag van België | Eerste Klasse A (I)          | 14         | 0          | 1     | 0     | 0      | 0      | 15     | 0      |
| 2021/22 | Oud-Heverlee Leuven | Vlag van België | Eerste Klasse A (I)          | 5          | 0          | 0     | 0     | 0      | 0      | 5      | 0      |
| 2022/23 | Lierse Kempenzonen  | Vlag van België | Eerste Klasse B (II)         | 20         | 2          | 2     | 1     | 3      | 1      | 25     | 4      |
| 2023/24 | Lierse Kempenzonen  | Vlag van België | Eerste Klasse B (II)         | 3          | 0          | 0     | 0     | 0      | 0      | 3      | 0      |
| 2024-25 | KVC Houtvenne       | Vlag van België | Tweede afdeling (IV)         | 7          | 3          | 1     | 0     | 0      | 0      | 8      | 3      |
| TOTAAL  | TOTAAL              | TOTAAL          | TOTAAL                       | 68         | 7          | 4     | 1     | 3      | 1      | 75     | 9      |

Laatste update: 14 oktober 2024.
1 Leysen ·
3 Shlomo ·
5 Ngawa ·
6 Dom ·
7 Thorsteinsson ·
8 Schrijvers ·
9 Brunes ·
10 Holzhauser ·
11 Banzuzi ·
13 Kiyine ·
14 Ricca ·
15 N'Dri ·
16 Prévot ·
17 Mueanta ·
18 Miguel ·
20 Mendyl ·
21 Opoku ·
22 Calut ·
23 Schingtienne ·
28 Pletinckx ·
33 Maertens  ·
37 Taildeman ·
38 Ravet ·
43 Nsingi ·
52 Sagrado ·
77 Vlietinck ·
88 Maziz ·
Coach: García